# Pieter Adriaensz van Delft

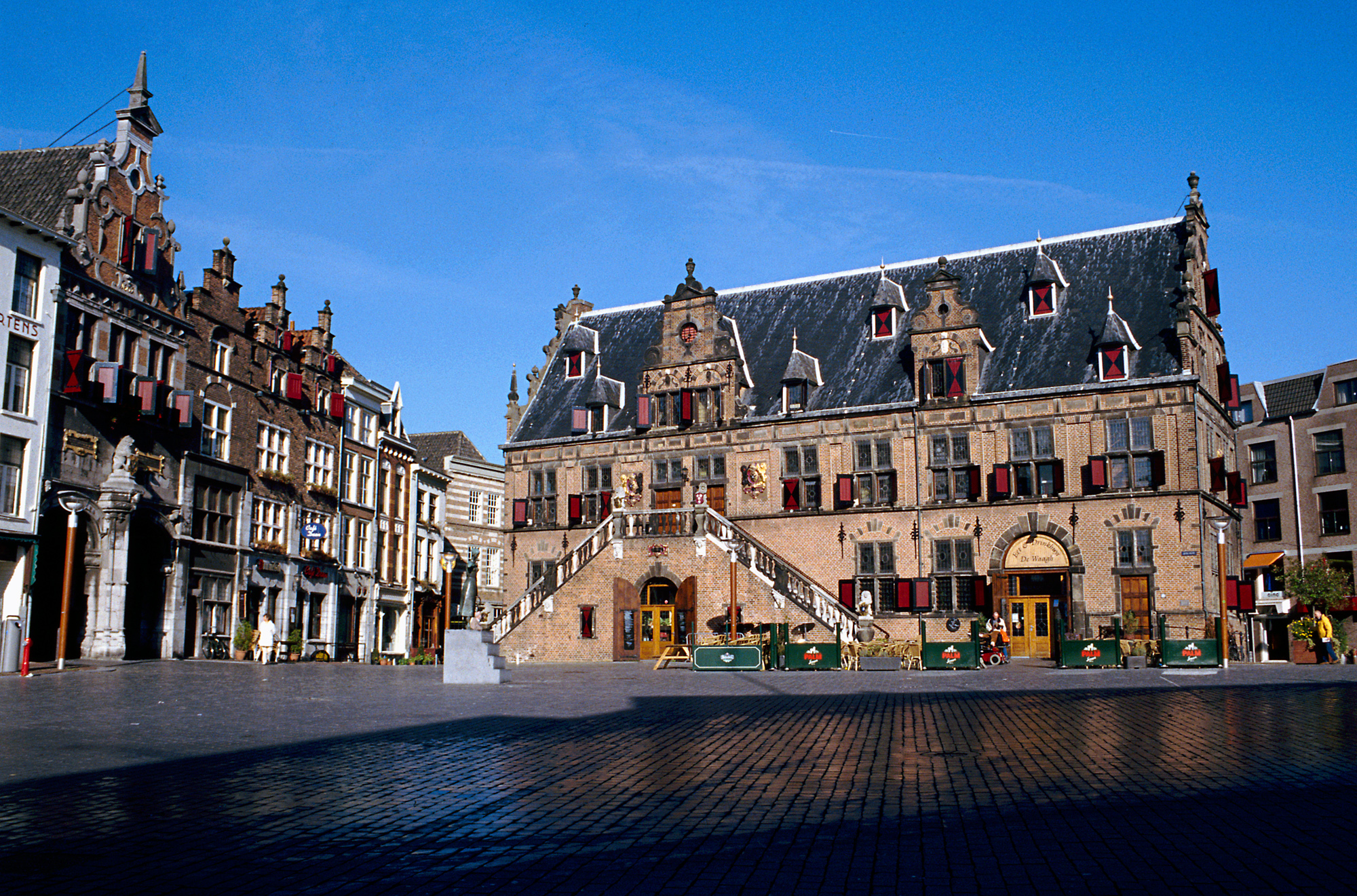
Boterwaag Nijmegen.

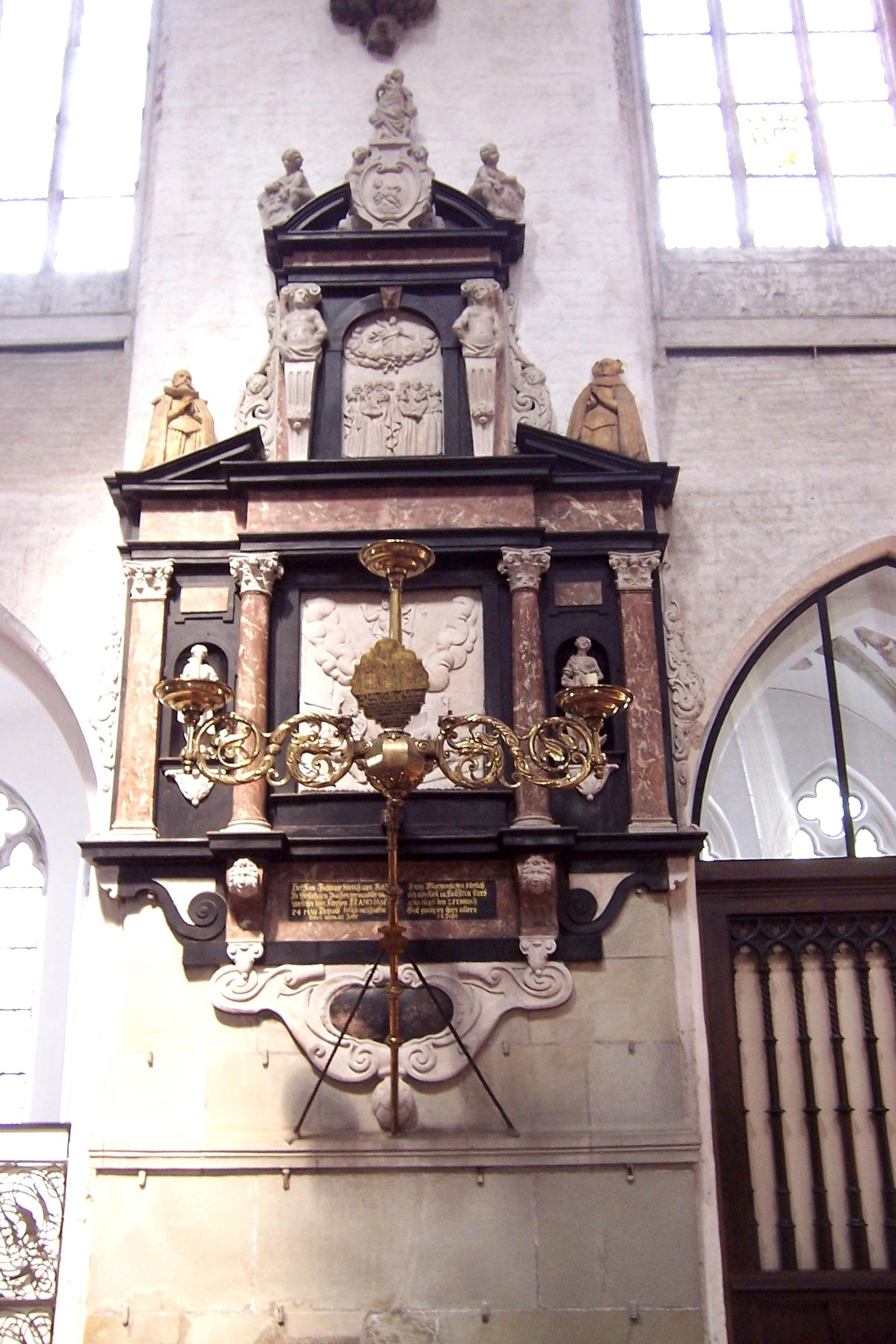
Epitaphium Mariakerk Lübeck

Pieter Adriaensz van Delft (Delft rond 1576 - Amsterdam 1657) was aan het begin van de zeventiende eeuw steenhouwer/steenhandelaar in Amsterdam.

## Steenhouwersfamilies
Frits Scholten, curator beeldhouwkunst bij Rijksmuseum, stelt in zijn dissertatie dat: "In het begin van de zeventiende eeuw werd het Amsterdamse steen- en beeldhouwwerk gedomineerd door een klein aantal families. Middelpunt vormde Hendrick de Keyser met daaromheen een aantal families, waarvan de belangrijksten waren: de van Neurenbergs van het Maasland en Dordrecht, de van Delfts, de Danckertsz, de van Steenwinckels en de van den Bloockes. Tussen de families ontstond samenwerking en er werd een handelsnetwerk opgebouwd dat zich uitbreidde tot Noord Duitsland, Denemarken, Zweden en later Italië."
In 1912 (jaarboek 10 van het Genootschap Amstelodamum) geeft Adriaan Willem Weissman aan dat de familie van Delft het zeker verdient nader te worden bestudeerd. Zij moeten belangrijke kunstwerken hebben uitgevoerd, waarvan wij er nu een, het grafteken te Lübeck, kennen. Het raadplegen der notariële archieven van dien tijd zal nog vele andere aan het licht kunnen brengen.

## Broers van Pieter
Pieter had drie broers: Claes (1573), Herman (1589) en Dirck (1590). Pieter en Claes woonden beide in een huis op de Leliegracht. Aannemelijk is dat de broers van Delft leerlingen zijn geweest van Hendrick de Keyser.
Het register met leerlingen begint pas met 1610 terwijl de Keyser al in 1591 als meester in Amsterdam was gevestigd.

## Steenhouwersgilde
Het archief van Amsterdam bevat 2 registers van het St. Barbaragilde waartoe de steenhouwers behoorden. Beide registers beginnen in 1610. Het ene register is het door het gilde aangenomen meesters, het tweede register bevat namen met door meesters aangenomen leerlingen. Pieter Adrieansz van Delft komt in het eerste register niet voor maar dat hij vóór 1610 meester was bewijst het tweede register: 21 Maert 1610 neempt aen Pyter Adryans van Delft een leerjonge, genaempt Pyter Aryans van Syxbyrum in Vrieslandt, d’tijt van twee achtereenvolgende jaeren.
Zowel de Amsterdamse Steenhouwers Werkplaats, tussen de Herengracht en Keizersgracht, aan de noordzijde van de Leidsegracht, en een aantal onafhankelijke bedrijven hielden zich bezig met het verwerken van marmer. De Van Delft familie had er ook een werkplaats met zelfs een steenzaag, welke zowel wind als paard aangedreven kon worden. De Van Delfts hadden de helft van een huis met molen, steen zaag, gereedschap en een boot gekocht van molenaar Willem Claasz Kindt. Deze molen lag ter hoogte van de Singelsloot bij de Bullebaksluis. De molen werd gebruikt om vloertegels te polijsten. Ze sreef niet minder dan 14 zaken aan door een man werden bestuurd. Tegelijkertijd werden 200 marmeren tegels gepolijst door 60 andere mannen die daar rondliepen. Op 18 april 1642 (Pieter is dus niet in 1633 overleden omdat hij niet meer in het Gildeboek stond) legden Pieter van Delft, Pieter de Keyser, Eijlart Krouse, Claes Arentsz, Willem de Keyser, Jeronimus Fonteyn en Willem van Delft, allen burgers van Amsterdam en steenmetselaars, een overeenkomst vast aangaande hun medewerkers (een soort CAO). Ze spraken af om hun medewerkers maximaal 24 stuivers in de zomer en 18 stuivers gedurende de winter te betalen. Als een arbeider voor een andere meester zou gaan werken zonder toestemming van zijn meester, dan moest hij een 50 gulden boete betalen aan de armen. Ook was afgesproken dat ze alle typen steen mochten gebruiken, behalve Bentheimer steen. 

## Huwelijken
Pieter Adriaensz trouwt in Amsterdam op 25-10-1608 met Maaijken Willems van Steenwinckel (geboren 1587 in Antwerpen), ze hebben samen 5 kinderen: Aeriaen (1609), Neeltje (1610), Elijsabeth (1611), Willem (1614) en Daniël (4 sep 1615). Enkele dagen na de geboorte van Daniel overlijdt Maijken (8 sep 1615). Ze wordt begraven op 12-09-1615 in de oude kerk in Amsterdam.
Pieter hertrouwt vervolgens met Anneken van Norenbergh (gedoopt 1 nov 1585 in Dordrecht) in de 2e Waals Gereformeerde kerk te Dordrecht op 23-05-1616
Archief van Dordrecht:
23 mei 1616: huwelijkse voorwaarden tussen Pieter Adriaen Hermansz. van Delft, weduwnaar van Maijken van Steenwinckel, koopman van steen, wonende te Amsterdam, enerzijds en Anneken van Norenburch, weduwe van Jaques Savarij, wonende te Dordrecht, geassisteerd met haar broer, Guillame van Neurenburch, anderzijds. De aanstaande bruidegom brengt in een huis en erf, staande en liggende te Amsterdam "inde verwerie naest het glas huijs" en voorts zijn "coopmanschappen, actiën ende crediten", contante gelden, meubelen etc., welke, verminderd met alle lasten en schulden en het moederlijk erfdeel van zijn twee onmondige kinderen, hij verklaart in totaal ongeveer 4000 gulden waard te zijn. De door de aanstaande bruid in te brengen goederen, verminderd met alle lasten en schulden en het vaderlijk erfdeel van haar zoontje, zijn 2000 gulden waard. Als de bruidegom de eerststervende is, zal zij de door haar ingebrachte goederen, inclusief sieraden e.d., behouden en uit de naltenschap van haar man een bedrag van 600 gulden in contant geld en goederen ter waarde van 400 gulden ontvangen. Als zij eerder dan haar man komt te overlijden, zal hij, naast de door hem ingebrachte goederen, uit haar nalatenschap een bedrag van 600 gulden krijgen.
Pieter en Anneken hebben 8 kinderen: Koenraedt (1617), Maijke (1618), Aderjaen (1620), Pieter (1622), Jelis (1625), Daniel (1626), Maria (1629) en Herman (1630).
Uit beide huwelijken van Pieter blijkt de verwevenheid van de steenhouwersfamilies.
Broer Dirk trouwt op 13 jan 1616 met Lijsbeth Willemsa van Steenwinckel, de jongere zus van Maaijken, Pieters eerste vrouw.
In menig gedeelde genealogie wordt ook een dochter Clara Peters (geboren 1616 in Amsterdam) genoemd als kind van Pieter en Anneken. Zij zou in 1636 in Beulake getrouwd zijn met Sander Jacobs Sock uit Beulake (1605-160). Ook van Neeltje uit het eerste huwelijk wordt beweerd dat zij in 1636 in Beulake is getrouwd, met Philip Hendriks Maaskamp (1610-1664)) uit Beulake. Van beide personen is niet aangetoond dat het hier werkelijk gaat om dochters van Pieter Adriaens. De aangetrouwde echtgenoten hebben beide te maken met turfhandel, iets waar op de Amsterdamse Handelsbeurs, gebouwd door Hendrick de Keyser, werd gehandeld. 

## Werk
Van het werk van Pieter Adriaensz van Delft is op dit moment nog weinig bekend.
Hij heeft in 1613 samen met zijn broer Claes Adriaensz van Delft het steenhouwwerk voor de Boterwaag te Nijmegen geleverd.
Verder is bekend dat Pieter samen met Aris Claesz een epitaaf van de Mariakerk in Lübeck heeft vervaardigd. Voor wat betreft de stijl doet dit monument denken aan de door Hendrik de Keyser vervaardigde praalgraf van Willem van Oranje in de Nieuwe Kerk in Delft.
Compareerden Sr. Wessel Becker, coopman alhier, in den name ende van wege d'Erentfeste Welwijze Heere Johan Füchting, Raedsheer tot Lübeck, ter eenre ; Pieter Adriaensz. van Delft ende Aris Claesz., beyde Meesters Steenhouwers alhier, ter andere ; verclaren metten anderen te hebben gecontracteerd ter saecke, bij forme en in manieren hiernae volgende: Dat de voorz. Wessel Becker mette beyde steenhouwers is overeenghecomen dat sy sullen maeken een Epihphium, uytwijsende het patroon daeraff gemaect en onder den voorsz. besteder berustende, hoog 24 voeten ende breet 13 voeten; de velden & beelden groot nae den eysch ende deselve beelden ende velden gelijck mede de capiteelen ende basementen van wit albastert; de pylaren ende pylasters van root marmer met wit gecoleureerd; de listen ende cardousen van swart marmer ofte anders genaempt toetssteen, gepoliest. Ten plaetse van de twee leggende kinderen twee personagiën op haer knie leggende met gevouwen handen, de man met eene vrouwe ; omhooch, daer de kinderen metten schilden,sitten, moeten gereed worden met twee wapens, SO ais den eygenaer belieft; het taeffereel van swarte marmer ofte toetssteen & het ovael geheel onder hangende mede van witte albaster, daerinne sa1 gehouwen worden watte eygenaer believen sal, de letters vergult ende voorts in alle manieren als het voorn. patroon gecoloreert ende gestelt is, also dat dit werck in alle deelen nae de conste suverlicke ende Perfect gemaekt sa1 moeteh werden, alles gepoliest, dat daarop niet te seggen valt; Ende voltrocken ende opgemaect sijnde bij de aennemers in kisten sa1 worden gepackt omme wech gesonden te werden, daertoe de eygenaar de kisten sa1 becostigen; waervoren Wessel Becker, van wege ais voren, aen de aennemers sal betalen in alles de somma van 800 rycksdaelders, te weten 200 rycksdaelders opte hand als het voorsz. werck sa1 wesen begonnen, end daerna voorts als het volcomentlicken nae het patroon ende in forme en manieren als voren opgemaekt ende in kisten gepackt sal wesen de resteerende 600 rycksdaelders, tot vijftigh stuyvers iedere rycksdaelder rekenend.
Besluiten Staten-Generaal 1626-1630: 24-04-1629, 5
Pieter Adriaensz. van Delft, facteur van de koning van Polen, vraagt in een rekest toestemming om achtduizend voet marmer naar Polen te mogen voeren zonder daarop konvooi te betalen. De vergadering staat de uitvoer toe, op voorwaarde dat de verschuldigde rechten betaald worden.

## Overlijden
Pieter is kort na 1633 overleden, dit valt op te maken uit het verdwijnen van zijn naam uit het register van het gilde.
- RKD-Nederlands Instituut voor Kunstgeschiedenis: 437284